# The Greatest Showman: Original Motion Picture Soundtrack
Die Musik zum Musicalfilm Greatest Showman von Michael Gracey, der am 20. Dezember 2017 in die US-amerikanischen Kinos kam, wurde von John Debney und Joseph Trapanese komponiert. Der Soundtrack zum Film, für den zudem Benj Pasek und Justin Paul neun Songs schrieben, wurde am 8. Dezember 2017 veröffentlicht. Im Rahmen der Golden Globe Awards 2018 wurde der auf dem Soundtrack enthaltene Song This Is Me als bester Filmsong ausgezeichnet.

## Entstehung und Veröffentlichung
Die Musik zum Musicalfilm Greatest Showman von Michael Gracey, der im Dezember 2017 in die US-amerikanischen Kinos kam, wurde von John Debney und Joseph Trapanese komponiert. Einige Songs aus dem Film stammen von den Musikern, die bereits Lieder für den Film La La Land komponierten. Neun der Songs wurden von den Oscar-Gewinnern Benj Pasek und Justin Paul geschrieben, so This Is Me, der von Keala Settle gesungen wird, und The Greatest Show, den diese gemeinsam mit Hugh Jackman, Zac Efron und Zendaya singt, die ebenfalls im Film mitwirken. This Is Me diente auch zur Untermalung mehrerer Trailer zum Film und wurde vorab am 26. Oktober 2017 von Atlantic Records veröffentlicht, unter anderem bei Youtube. Ebenfalls vorab veröffentlicht wurde das Lied The Greatest Show. Es handelt sich bei Greatest Showman um eine Filmbiografie über den Zirkuspionier P. T. Barnum, der von Jackman verkörpert wird. Settle spielt im Film eine bärtige Frau. Den ebenfalls auf dem Soundtrack enthaltenen Song Rewrite The Stars singen Efron und Zendaya, die im Film beide Mitarbeiter von Barnum namens Phillip und Ann spielen und beschreibt das gemeinsame Fliegen bei einer Show der Artisten.
Justin Paul erklärte im November 2017 in einem Interview mit The Hollywood Reporter, Regisseur Michael Gracey habe gewollt, dass die Musik vom Geist der Popsongs und von zeitgenössischer Musik geprägt ist, während sie dennoch traditionell im Sinne eines Musiktheaterstücks sein sollte. Hugh Jackman kenne man als Sänger und Tänzer aus Oklahoma!, The Boy from Oz und Les Misérables, so Paul weiter, und es sei aufregend gewesen, mit ihm zusammenzuarbeiten, um seine stimmlichen Fähigkeiten in diesen zeitgenössischen Sound einzubringen. Über den Song This Is Me sagte Paul, dieser sollte eigentlich von einem Banjo oder einer Ukulele begleitet in einem intimen Moment von einer anderen Figur gesungen, werden, doch habe der Regisseur immer wieder auf eine Hymne für die Seltsamen im Film gedrängt, so für die bärtige Dame, die Schlangenmenschen und andere Darsteller, um zu zeigen, dass sie ihre Identität behaupten und bereit sind, sich gegen die Welt und gegen jeden zu wehren, der sie misshandelt oder zu entrechten versucht. So wurde der Song auf Lettie, die bärtige Dame, zugeschnitten, die sich uns allen mit diesem einen Moment lang öffnet.
Der Soundtrack umfasst elf Musikstücke und wurde am 8. Dezember 2017 von Atlantic Records veröffentlicht. Zudem wurde im gleichen Monat ein Behind-the-Scenes veröffentlicht, in dem Hugh Jackman, Zac Efron, Zendaya und die Komponisten Benj Pasek und Justin Paul über die Arbeit an dem Soundtrack sprechen.

## Titelliste
1. The Greatest Show – Hugh Jackman, Keala Settle, Zac Efron & Zendaya (5:02)
2. A Million Dreams – Ziv Zaifman, Hugh Jackman, Michelle Williams (4:29)
3. A Million Dreams (Reprise) – Austyn Johnson, Cameron Seely (1:00)
4. Come Alive – Hugh Jackman, Keala Settle, Daniel Everidge & Zendaya (3:45)
5. The Other Side – Hugh Jackman & Zac Efron (3:34)
6. Never Enough – Loren Allred (3:27)
7. This Is Me – Keala Settle (3:54)
8. Rewrite The Stars – Zac Efron & Zendaya (3:36)
9. Tightrope – Michelle Williams (3:54)
10. Never Enough (Reprise) – Loren Allred (1:20)
11. From Now On – Hugh Jackman (5:49)

## Rezeption

### Preise
Am 18. Dezember 2017 gab die Academy of Motion Picture Arts and Sciences bekannt, dass sich der Song This Is Me in einer Vorauswahl von 70 Liedern befindet, aus der die Nominierungen in der Kategorie Bester Filmsong im Rahmen der Oscarverleihung 2018 bestimmt wurden. Eine offizielle Nominierung folgte im Januar 2018. Im Folgenden eine Auswahl von weiteren Nominierungen im Rahmen bekannter Musik- und Filmpreise.
American Music Awards 2018

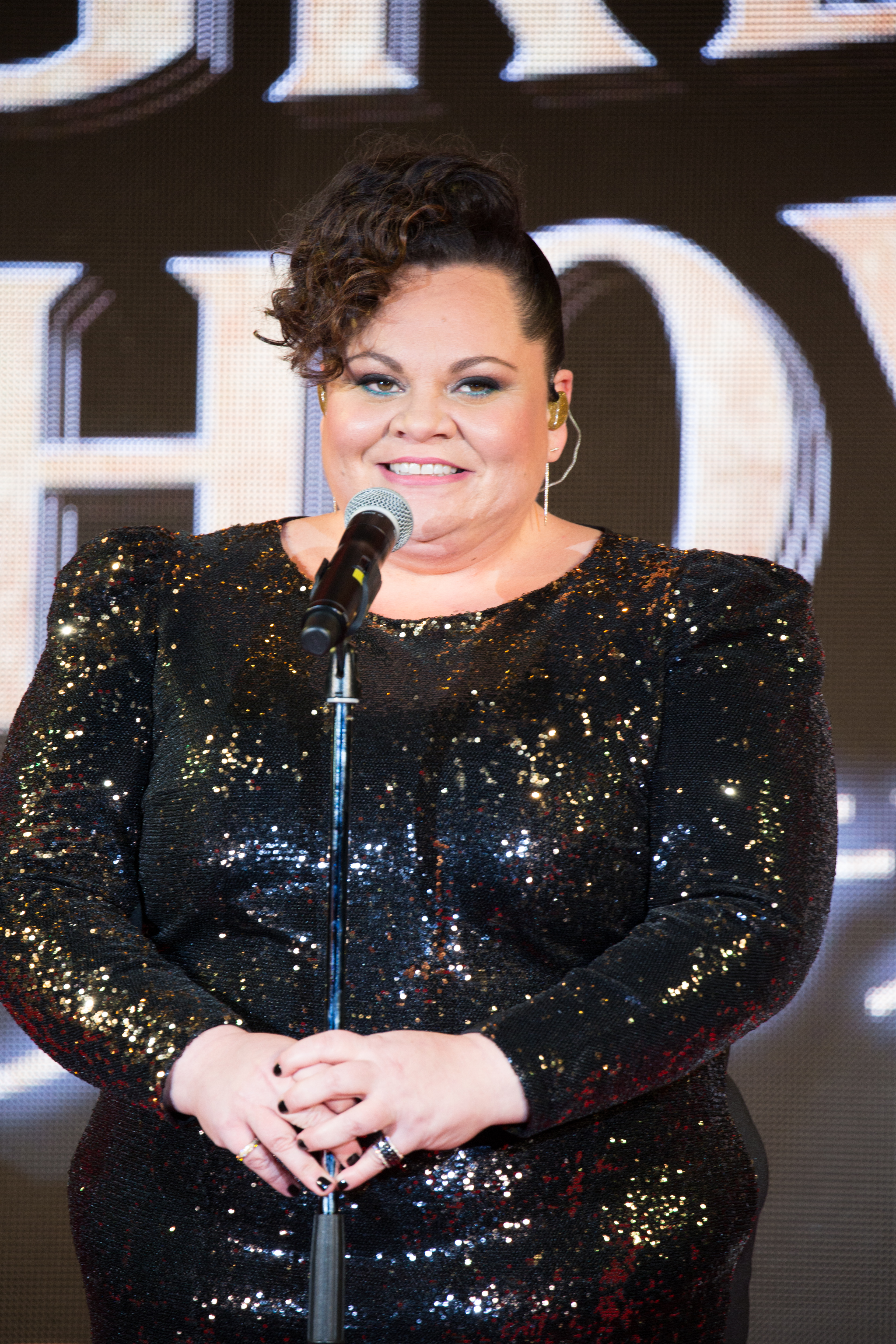
This Is Me wurde von Keala Settle gesungen, hier bei der Premiere des Films in Japan

- Nominierung in der Kategorie Favorite Soundtrack

Golden Globe Awards 2018
- Auszeichnung als Bester Filmsong (This Is Me)[7]

Grammy Awards 2019
- Auszeichnung als Best Compilation Soundtrack For Visual Media
- Nominierung als Best Song Written For Visual Media (This Is Me, Keala Settle und das Greatest Showman Ensemble)

Guild of Music Supervisors Awards 2018
- Nominierung in der Kategorie Best Music Supervision in Motion Picture – Motion Picture Over 25M (Benj Pasek und Justin Paul)
- Nominierung in der Kategorie Best Song/Recording Created for a Film (This Is Me von Benj Pasek and Justin Paul)[8]

Hollywood Music in Media Awards 2017
- Nominierung in der Kategorie Original Song – Feature Film (This Is Me von Benj Pasek und Justin Paul, gesungen von Keala Settle)[9]

Oscarverleihung 2018
- Nominierung als Bester Song (This Is Me von Benj Pasek und Justin Paul)

Saturn-Award-Verleihung 2018
- Nominierung für die Beste Filmmusik (John Debney und Joseph Trapanese)[10]

World Soundtrack Academy Awards 2018
- Nominierung als Best Original Song written directly for a Film (This Is Me)[11]

### Rezensionen
Zum Einsatz der Musik im Film bemerkt Birgit Roschy von epd Film: „Auch erschließt sich nie, warum Ereignisse aus dem 19. Jahrhundert mittels Popsongs der Gegenwart erzählt werden. Sogar Linds klassischer Gesang wird mit einer dicken Soße pathetischer Popmucke zugekleistert.“
Sidney Schering von Quotenmeter.de beschreibt die Stücke auf dem Album als „radiotaugliche Melodien, die trotzdem mit einem Bein in der Musicaltradition stehen und sich so schnell nicht wieder aus den Gehörgängen verabschieden.“

## Kommerzieller Erfolg

### Chartplatzierungen
Der Soundtrack stieg am 22. Dezember 2017 auf Platz 4 in die US-amerikanischen Soundtrackcharts ein und erreichte dort in der Folgewoche Platz 1. Ende 2017 stieg der Soundtrack ebenfalls in die Billboard 200 ein und erreichte dort in der zweiten Januarwoche 2018 Platz 1. Damit war er nach dem Soundtrack zum Film Fifty Shades of Grey – Gefährliche Liebe (im März 2017) der erste, der die Spitzenposition erreichte. Zur gleichen Zeit stiegen der Titel This Is Me auf Platz 83 und The Greatest Show auf Platz 95 in die Billboard Hot 100 ein. Rewrite The Stars von Zac Efron und Zendaya erreichte dort Platz 85. Auch in den britischen und irischen Albumcharts erreichte der Soundtrack Platz 1. In den deutschen Albumcharts erreichte der Soundtrack am 12. Januar 2018 auf Platz 5 seine bislang höchste Platzierung. Der Soundtrack befindet sich in der Top 10 der Jahreshitparade in den USA auf Platz 4.
| ChartsChartplatzierungen       | Höchstplatzierung | Wochen |
| ------------------------------ | ----------------- | ------ |
| Deutschland (GfK)              | 5 (… Wo.)         | …      |
| Österreich (Ö3)                | 3 (314 Wo.)       | 314    |
| Schweiz (IFPI)                 | 4 (249 Wo.)       | 249    |
| Vereinigte Staaten (Billboard) | 1 (… Wo.)         | …      |
| Vereinigtes Königreich (OCC)   | 1 (105 Wo.)       | 105    |

| ChartsChartplatzierungen       | Höchstplatzierung | Wochen |
| ------------------------------ | ----------------- | ------ |
| Deutschland (GfK)              | 47 (1 Wo.)        | 1      |
| Schweiz (IFPI)                 | 38 (2 Wo.)        | 2      |
| Vereinigte Staaten (Billboard) | 3 (… Wo.)         | …      |

| ChartsJahrescharts (2018)      | Platzierung |
| ------------------------------ | ----------- |
| Deutschland (GfK)              | 24          |
| Österreich (Ö3)                | 16          |
| Schweiz (IFPI)                 | 48          |
| Vereinigte Staaten (Billboard) | 4           |
| Vereinigtes Königreich (OCC)   | 1           |

| ChartsJahrescharts (2019)      | Platzierung |
| ------------------------------ | ----------- |
| Deutschland (GfK)              | 96          |
| Österreich (Ö3)                | 48          |
| Vereinigte Staaten (Billboard) | 14          |
| Vereinigtes Königreich (OCC)   | 3           |

| ChartsJahrescharts (2020)      | Platzierung |
| ------------------------------ | ----------- |
| Österreich (Ö3)                | 28          |
| Vereinigte Staaten (Billboard) | 80          |

| ChartsJahrescharts (2021)      | Platzierung |
| ------------------------------ | ----------- |
| Deutschland (GfK)              | 85          |
| Österreich (Ö3)                | 18          |
| Schweiz (IFPI)                 | 53          |
| Vereinigte Staaten (Billboard) | 145         |

| ChartsJahrescharts (2022) | Platzierung |
| ------------------------- | ----------- |
| Österreich (Ö3)           | 44          |

| ChartsJahrescharts (2024) | Platzierung |
| ------------------------- | ----------- |
| Österreich (Ö3)           | 74          |
| Schweiz (IFPI)            | 70          |

### Auszeichnungen für Musikverkäufe
Der Titel This Is Me erreichte Vierfachplatin in Großbritannien und Dreifachplatin in den USA, The Greatest Show erreichte Doppelplatin in den USA und in Großbritannien, The Other Side erhielt Platin in den USA und in Großbritannien. A Million Dreams erhielt Platin in den USA und Doppelplatin in Großbritannien, From Now On wurde mit Gold in den USA und mit Platin in Großbritannien, A Million Dreams (Reprise) mit Gold in Großbritannien und in den USA sowie Come Alive mit Gold in den USA und mit Platin in Großbritannien ausgezeichnet. Laut Marktbericht der IFPI handelte es sich um das weltweit erfolgreichste Album des Jahres 2018.
| Land/Region                  | Auszeichnungen für Musikverkäufe (Land/Region, Auszeichnung, Verkäufe) | Verkäufe  |
| ---------------------------- | ---------------------------------------------------------------------- | --------- |
| Australien (ARIA)            | 3× Platin                                                              | 210.000   |
| Belgien (BRMA)               | Gold                                                                   | 10.000    |
| Dänemark (IFPI)              | 2× Platin                                                              | 40.000    |
| Deutschland (BVMI)           | Gold                                                                   | 100.000   |
| Frankreich (SNEP)            | Gold                                                                   | 50.000    |
| Italien (FIMI)               | Platin                                                                 | 50.000    |
| Japan (RIAJ)                 | Platin                                                                 | 200.000   |
| Kanada (MC)                  | 3× Platin                                                              | 240.000   |
| Neuseeland (RMNZ)            | 4× Platin                                                              | 60.000    |
| Österreich (IFPI)            | 2× Platin                                                              | 30.000    |
| Spanien (Promusicae)         | Gold                                                                   | 20.000    |
| Vereinigte Staaten (RIAA)    | 4× Platin                                                              | 4.000.000 |
| Vereinigtes Königreich (BPI) | 9× Platin                                                              | 2.700.000 |
| Insgesamt                    | 4× Gold · 29× Platin ·                                                 | 7.710.000 |

## Bühnen-Musical
Im März 2025 wurde bekannt, dass in 2026 ein gleichnamiges Musical auf die Bühne kommen soll. Musik und Liedtexte stammen von Benj Pasek und Justin Paul; das Buch von Tim Federle. Die Uraufführung ist im Frühjahr 2026 in Bristol geplant; danach sind weitere Produktionen am West End in London und am Broadway in New York vorgesehen.
Das Bühnen-Musical The Greatest Showman ist nicht zu verwechseln mit der Produktion This is The Greatest Show. Die Show, die kein Musical im engeren Sinn ist, geht jährlich mit den größten Musical-Hits auf Tournee.